# Шильник водяной
Ши́льник водяно́й, или Шильник во́дный, или Ши́льница водная (лат. Subulāria aquātica) — вид травянистых растений рода Шильник (Subularia) семейства Капустные (Brassicaceae).

## Описание

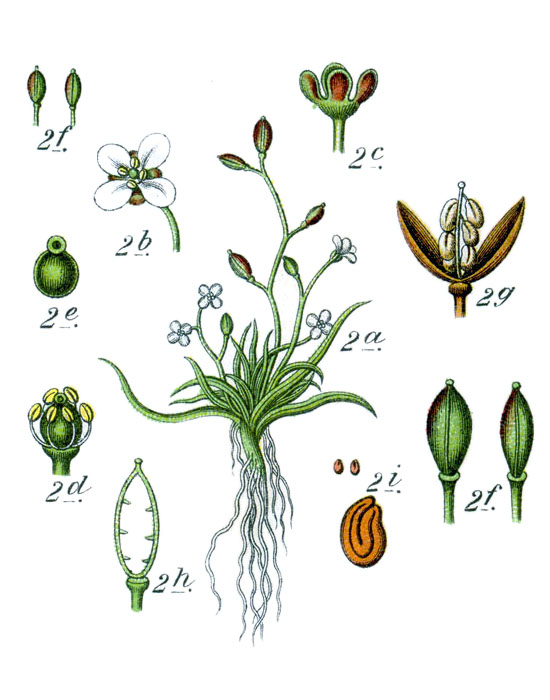
Шильник водяной.

Однолетние травянистые прибрежно-водные растения, голые, (2)4—5(6) см высотой. Корень мочковатый. Листья шиловидные, 8—25 мм длиной и 0,5—1 мм шириной, многочисленные, собраны в прикорневую розетку. Стебли раскинутые или прямостоячие, безлистные — немногоцветковые цветочные стрелки.
Цветки часто клейстогамные, собраны в малоцветковую кисть (из 2—5(7) расставленных цветков). Чашелистики продолговато-яйцевидные, прямостоячие, с бледной каймой по краю, 0,7—1 мм длиной. Лепестки белые, обратно-овальные, клиновидные, на верхушке закругленные, коротконоготковые, 1,5—2 мм длиной, в 2 раза длиннее чашелистиков, иногда отсутствуют. Тычинки свободные, без зубцов. Завязь окружена замкнутым кольцом медовых железок. Рыльце цельное, сидячее.
Плод — эллипсоидальный или овальный, двустворчатый стручочек, 3,5—4,5 мм длиной и 1,5—1,9 мм шириной, без выемки, с коротким сидячим столбиком; створки сильно выпуклые, каждая с одной жилкой. Гнёзда многосемянные, в каждом по 4—7 семян, расположенных двурядно. Плодоножки 2—5 мм длиной. Семена овальные, желтовато-бурые, гладкие, 0,75—1 мм длиной и 0,5—0,6 мм шириной. Зародыш подковообразный.
Цветение в мае — июле.

## Распространение
Умеренный пояс Евразии и Северной Америки.

## Классификация

### Таксономия[2]
Subularia aquatica L., 1753, Sp. Pl. : 642
Вид Шильник водяной относится к роду Шильник (Subularia) семейства Капустные (Brassicaceae) порядка Капустоцветные (Brassicales). Кладограмма в соответствии с Системой APG IV по состоянию на июнь 2023 года:
|  |                                      |  |                                   |                                   |                     |  | ещё 16 семейств |              |              |                                                            |
|  |                                      |  |                                   |                                   |                     |  |                 |              |              | еще 1 подтвержденный вид и 2 вида, ожидающих подтверждения |
|  |                                      |  |                                   | порядок Капустоцветные            |                     |  |                 |              | род Шильник  |                                                            |
|  |                                      |  |                                   | порядок Капустоцветные            |                     |  |                 |              | род Шильник  |                                                            |
|  | отдел Цветковые, или Покрытосеменные |  |                                   |                                   | семейство Капустные |  |                 |              |              |                                                            |
|  | отдел Цветковые, или Покрытосеменные |  |                                   |                                   |                     |  |                 |              |              |                                                            |
|  |                                      |  | ещё 63 порядка цветковых растений | ещё 63 порядка цветковых растений |                     |  |                 | ещё 354 рода | ещё 354 рода |                                                            |
|  |                                      |  |                                   | ещё 63 порядка цветковых растений |                     |  |                 |              | ещё 354 рода |                                                            |